# チャウールー
チャウールー（フランス語:Tchaourou）は、ベナンのボルグー県の都市。2013年の人口は約22.1万人。

## 住民
多様な民族が暮らし、大半を占めているのがフラニ族・バリバ族である。そのため、住民の大半はバリバ語、ヨルバ語などを話す。

## 経済
農業を専業とする農家が多い。近年ではナイジェリアへの石油商業が発達し、開発が進められている。

## 著名人

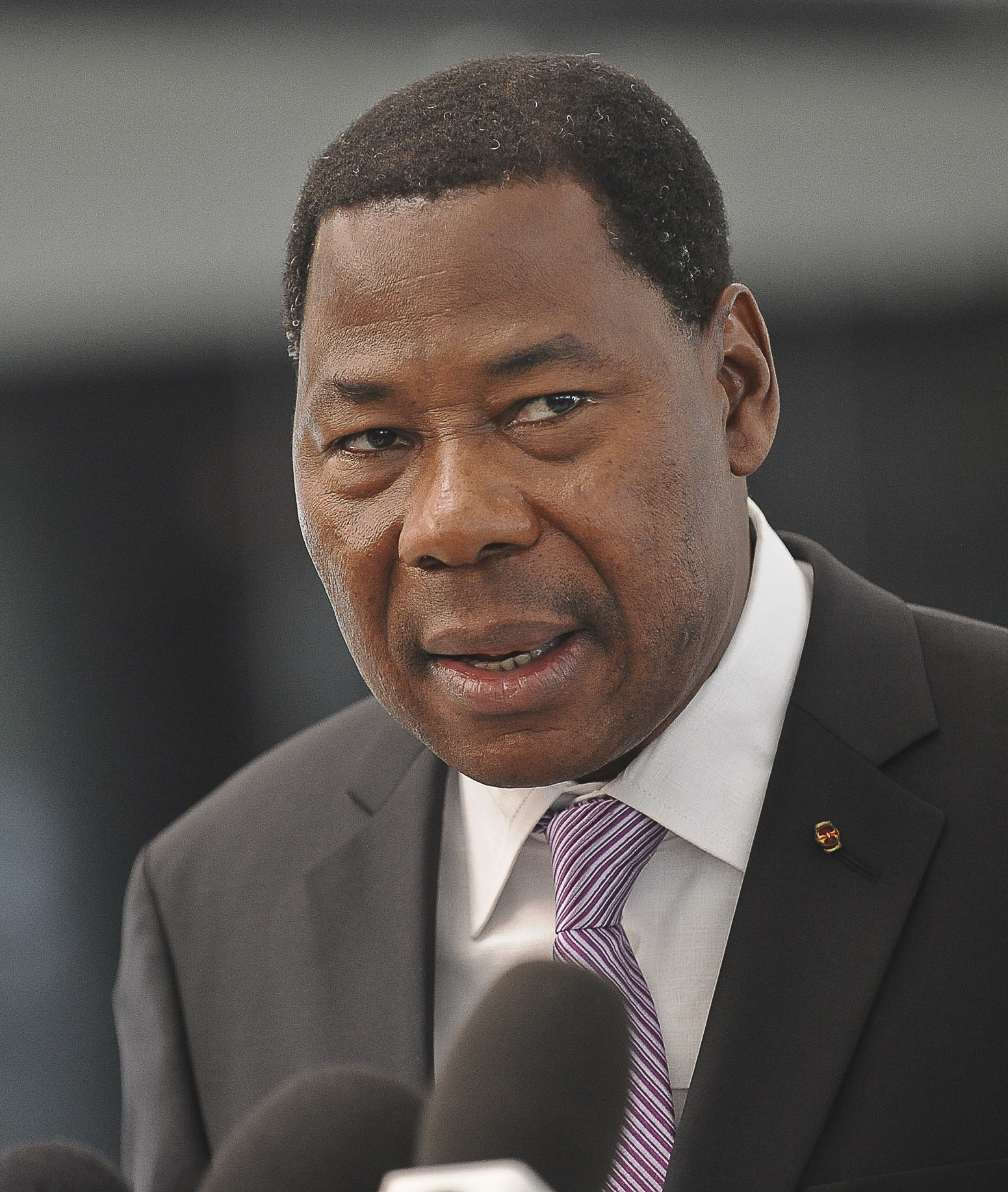
ヤイ・ボニ

- ヤイ・ボニ (Thomas Yayi Boni)（1952年〜）
  - ベナン第4代大統領（2006年〜2016年）（独立から15人目）
  - アフリカ連合第10代総会議長（2012年〜2013年）